# トマス・シーモア
初代スードリーのシーモア男爵トマス・シーモア（Edward Seymour, 1st Baron Seymour of Sudeley, 1508年 - 1549年3月20日）は、テューダー朝期のイングランドの貴族。
護国卿の初代サマセット公エドワード・シーモアの弟にあたるが、兄に取って代わろうと陰謀をめぐらしたため、兄によって大逆罪で処刑された。

## 生涯
ウィルトシャーのジェントリのサー・ジョン・シーモアとその妻マーガレット・ウェントワースの間の第四男として生まれた。父ジョンはヘンリー8世の寝室係侍従だったものの、一介の騎士に過ぎなかった。初代サマセット公となるエドワード・シーモアは兄にあたる。姉のジェーンはヘンリー8世の最初の王妃キャサリン・オブ・アラゴンの女官であった。ジェーンは、キャサリンが離婚して王宮を出ると、2度目の王妃アン・ブーリンに仕えた。このジェーンが王の目にとまって3度目の王妃となり、王の初の嫡出の男子を産んだことで、シーモア家は栄達のきっかけをつかんだ。ジェーンは産褥熱で死んだが、エドワード王子は唯一の王子として育った。
トマスはヘンリー8世の6番目の妻となるキャサリン・パーとは、ヘンリー8世との結婚前に知り合っていた。トマスを宮廷から遠ざけるため、ブリュッセルでの地位が与えられた。
ヘンリー8世が崩御し、宮廷に帰っていたトマスは、兄エドワードと共に、甥のエドワード6世王を支える顧問団の一員となった。兄エドワードはサマセット公爵に叙され、トマスはスードリーのシーモア男爵（Baron Seymour of Sudeley）に叙された。しかしサマセット公が護国卿となって権力をふるいはじめると、これをうらやむトマスとの間に対立が生じた。トマスは、富裕な未亡人となったキャサリンと、ヘンリー8世が崩御したその年に結婚した。

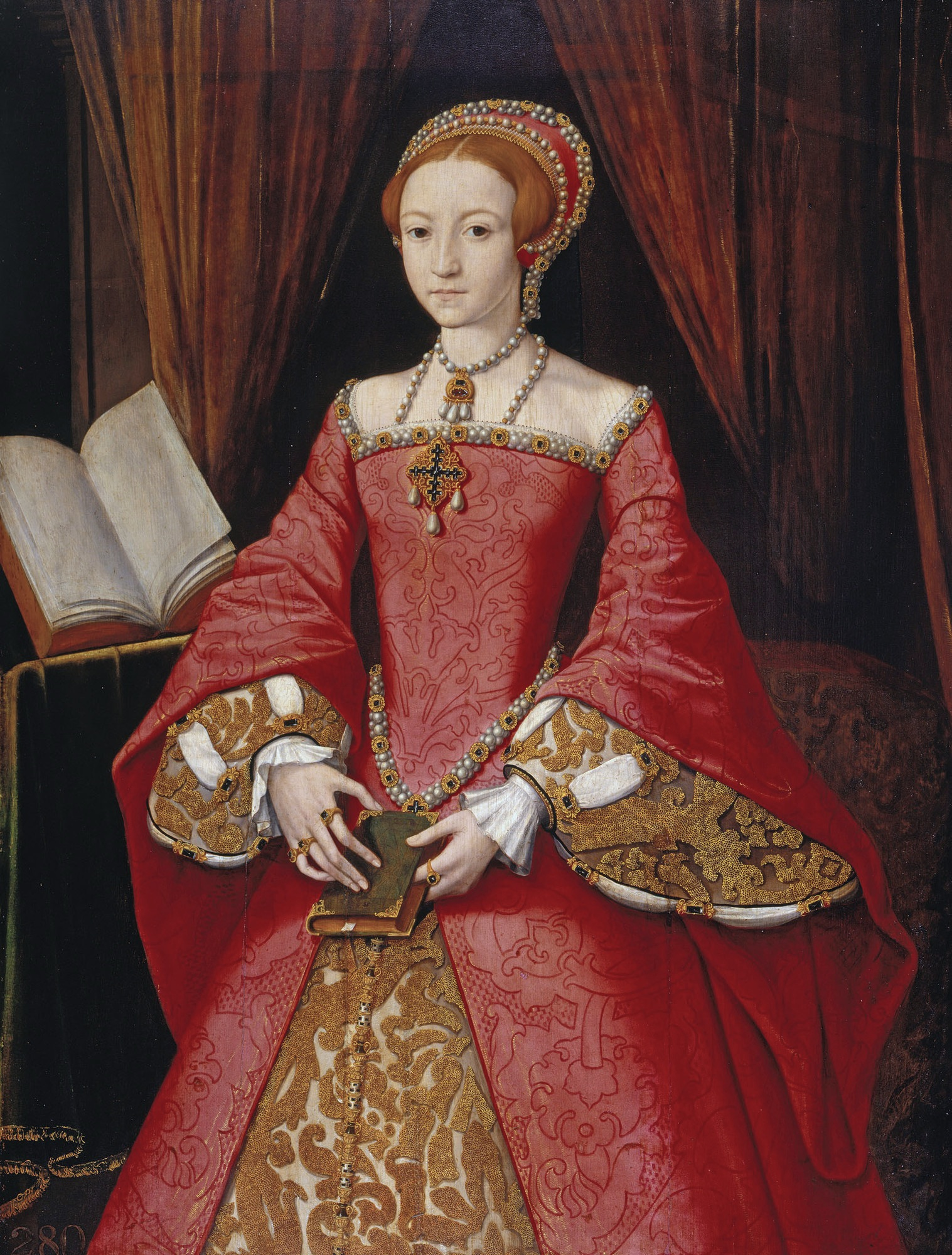
1546年ごろのエリザベス

エリザベス王女が継母であるキャサリンと同居する屋敷に、トマスは移り住んだ。トマスは思春期を迎えていたエリザベスと極めて親しくなり、夜に彼女の私室に入り込むこともあった。キャサリンは妊娠し、2人の関係に疑いを抱いてエリザベスを追い出した。1548年に、キャサリンは女児を産んだ直後に亡くなり、遺産を相続したトマスはイングランド王国で最も富裕な男となり、エリザベスを再び求めたがエリザベスはトマスを避けた。
トマスは兄の権力をうらやみ、まだ幼い甥のエドワード6世に近づいて護国卿は不要であると説得を試みた。エドワード6世が「護国卿がお小遣いをくれないので召使にチップを出すことすらできない」と愚痴をこぼす時にはエドワード6世に現金を握らせ、ときには40ポンドもの大金を送って「話の分かる叔父」という印象作りに努めた。兄サマセット公はこうした弟の動きを危険視し、弟が国王に近づけないよう警護を固めた。
兄がスコットランドに攻め入っている間に、海軍卿であったトマスは海賊と結んで反乱の準備を行った。またブリストル造幣局の役人サー・ウィリアム・シャーリントンと共謀し、1万ポンドの裏金工作を行って軍資金をため込んだ。
1549年1月初め、トマスとシャーリントンの共謀が明るみとなり、1月17日に大逆罪容疑で逮捕されてロンドン塔に投獄された。2月27日に大逆罪で起訴され、3月4日に有罪判決を受けた。3月20日に斬首された。
この一件は兄サマセット公の立場も悪くし、政敵ウォリック伯ジョン・ダドリーに付け入れられるようになり、結局サマセット公も失脚して処刑されることとなる。

## 人物・評価
兄から権力奪取を狙ったり、エリザベスの夫に収まろうと画策するなど稀代の野心家と評されることが多い。
1630年にオックスフォード大学出身の歴史家ジョン・ヘイワードはトマス・シーモアについて次のように論評した。「スードレー卿トマス・シーモアの勇気には恐るべきものがあり、身だしなみは宮廷人にふさわしく威風堂々とし、話し方には威厳があるが、頭は空っぽだった。」「（シーモア）兄弟ともにエドワード6世に心からの忠誠心を抱いている。兄を剣に例えれば、弟はいわばその標的。兄は国民の間に絶大なる人気があり、弟のスードレー卿は貴族たちにとても尊敬された。二人とも国王に非常に信頼され、ともに運に恵まれ、身分を上げたが、虚栄と愚かしさのために破滅した。二人が力を合わせれば、二つの軍隊のようになり、互いにかばい合って闘い、王を護れたであろうが、様々なことが兄弟を離反させ、破滅させた。まず性格が正反対であること、兄には柔軟性があり、穏やかだが、弟は融通が利かず、目上の人に対して横柄で、兄弟の仲は良いように見えるが、本質的に兄弟の絆で結ばれていなかった。」。

## 家族
1547年にヘンリー8世の元王妃（未亡人）であるキャサリン・パーと結婚した。1548年に彼女との間に娘のメアリーを儲けたが、この娘は夭折した。またこの出産でキャサリンが死去した。
エリザベスとの結婚に邪魔なキャサリンを暗殺したとする説がある。